# Hellinikos ichnilatis
Hellinikos ichnilatis är en hundras från Grekland. Den är en braquehund, närstående andra stövare från Balkan som bosanski ostrodlaki gonic-barak och srpski gonič. Den är en drivande hund, främst för småviltjakt på hare, kanin och rödräv men även vildsvin. Den är väl anpassad till att jaga i terräng med stenblock.